# Lista câștigătorilor Concursului Muzical Eurovision
Șaizeci și șapte de piese au câștigat Concursul Muzical Eurovision, o competiție anuală organizată de țările membre ale Uniunii Europene de Radio și Televiziune (EBU/UER). De-a lungul timpului s-au folosit mai multe metode de vot pentru declararea câștigătorului, cea mai cunoscută dintre ele fiind acordarea de puncte de către jurii sau telespectatori. Țara care acumulează cel mai mare număr de puncte este declarată câștigătoare. Primul concurs Eurovision nu a fost câștigat prin intermediul punctelor, ci prin voturi (două per țară) și numai câștigătorul a fost anunțat.
Până în prezent au existat 63 de concursuri, fiecare având câte un câștigător, cu excepția celui din 1969, care a avut patru. Douăzeci și șase de țări diferite au câștigat concursul, prima dintre ele fiind Elveția în 1956. Irlanda este țara cu cele mai multe victorii, șapte la număr, în timp ce Cipru este țara cu cea mai lungă istorie în concurs fără să fi câștigat vreodată. Primul cântăreț care a câștigat de mai multe ori concursul a fost Johnny Logan din Irlanda, care a interpretat melodiile „What's Another Year” în 1980 și „Hold Me Now” în 1987. Loreen din Suedia a egalat performanța în 2023, câștigând pentru a doua oară concursul cu melodia "Tattoo" după câștigul din 2012 cu "Euphoria".
Logan este unul dintre cei 5 compozitori care a scris mai multe melodii câștigătoare („Hold Me Now” în 1987 și „Why Me?” în 1992, interpretată de Linda Martin). Această distincție îl face pe Logan singura persoană care a obținut trei victorii la Eurovision, fie ca interpret, compozitor sau ambele. Ceilalți patru compozitori care au scris mai multe melodii câștigătoare sunt: Willy van Hemert (Olanda, 1957 și 1959), Yves Dessca (Monaco, 1971 și Luxemburg, 1972), Rolf Løvland (Norvegia, 1985 și 1995) și Brendan Graham (Irlanda, 1994 și 1996).
Câștigarea Concursului Muzical Eurovision îi oferă artistului câștigător o oportunitate unică de a valorifica succesul și publicitatea dobândită prin lansarea sau continuarea carierei internaționale. Cu toate acestea, de-a lungul timpului, puțini artiști au cunoscut un succes internațional major. Cei mai cunoscuți interpreți, ai căror carieră a fost lansată direct după victoria de la Eurovision au fost membrii formației ABBA, care au câștigat concursul din 1974 pentru Suedia cu piesa „Waterloo”. ABBA a continuat să fie una dintre cele mai de succes trupe din timpului ei. Un alt câștigător notabil care a obținut ulterior faimă internațională a fost Céline Dion, care a câștigat concursul din 1988 pentru Elveția cu piesa „Ne partez pas sans moi”.

## Câștigători
| An   | Țară                                           | Melodie                                        | Cântăreț                                       | Compozitori                                                                                    | Puncte                                         | Diferență                                      | Locul doi                                      | Dată                                           | Oraș gazdă                                     |        |
| ---- | ---------------------------------------------- | ---------------------------------------------- | ---------------------------------------------- | ---------------------------------------------------------------------------------------------- | ---------------------------------------------- | ---------------------------------------------- | ---------------------------------------------- | ---------------------------------------------- | ---------------------------------------------- | ------ |
| 1956 | Elveția                                        | „Refrain”                                      | Lys Assia                                      | Géo Voumard, Émile Gardaz                                                                      | -                                              | -                                              | -                                              | 24 mai                                         | Lugano                                         |        |
| 1957 | Țările de Jos                                  | „Net als toen”                                 | Corry Brokken                                  | Guus Jansen, Willy van Hemert                                                                  | 31                                             | 14                                             | Franța                                         | 3 martie                                       | Frankfurt am Main                              |        |
| 1958 | Franța                                         | „Dors, mon amour”                              | André Claveau                                  | Pierre Delanoë, Hubert Giraud                                                                  | 27                                             | 3                                              | Elveția                                        | 12 martie                                      | Hilversum                                      |        |
| 1959 | Țările de Jos                                  | „Een beetje”                                   | Teddy Scholten                                 | Dick Schallies, Willy van Hemert                                                               | 21                                             | 5                                              | Regatul Unit                                   | 11 martie                                      | Cannes                                         |        |
| 1960 | Franța                                         | „Tom Pillibi”                                  | Jacqueline Boyer                               | André Popp, Pierre Cour                                                                        | 32                                             | 7                                              | Regatul Unit                                   | 29 martie                                      | Londra                                         |        |
| 1961 | Luxemburg                                      | „Nous les amoureux”                            | Jean-Claude Pascal                             | Jacques Datin, Maurice Vidalin                                                                 | 31                                             | 6                                              | Regatul Unit                                   | 18 martie                                      | Cannes                                         |        |
| 1962 | Franța                                         | „Un premier amour”                             | Isabelle Aubret                                | Claude-Henri Vic, Roland Stephane Valade                                                       | 26                                             | 13                                             | Monaco                                         | 18 martie                                      | Luxemburg                                      |        |
| 1963 | Danemarca                                      | „Dansevise”                                    | Grethe & Jørgen Ingmann                        | Otto Francker, Sejr Volmer-Sørensen                                                            | 42                                             | 2                                              | Elveția                                        | 23 martie                                      | Londra                                         |        |
| 1964 | Italia                                         | „Non ho l'età”                                 | Gigliola Cinquetti                             | Nicola Salerno, Mario Pinzeri                                                                  | 49                                             | 32                                             | Regatul Unit                                   | 21 martie                                      | Copenhaga                                      |        |
| 1965 | Luxemburg                                      | „Poupée de cire, poupée de son”                | France Gall                                    | Serge Gainsbourg                                                                               | 32                                             | 6                                              | Regatul Unit                                   | 20 martie                                      | Napoli                                         |        |
| 1966 | Austria                                        | „Merci, Chérie”                                | Udo Jürgens                                    | Udo Jürgens, Thomas Hörbiger                                                                   | 31                                             | 15                                             | Suedia                                         | 5 martie                                       | Luxemburg                                      |        |
| 1967 | Regatul Unit                                   | „Puppet on a String”                           | Sandie Shaw                                    | Bill Martin, Phil Coulter                                                                      | 47                                             | 25                                             | Irlanda                                        | 8 aprilie                                      | Viena                                          |        |
| 1968 | Spania                                         | „La, la, la”                                   | Massiel                                        | Manuel de la Calva, Ramón Arcusa                                                               | 29                                             | 1                                              | Regatul Unit                                   | 6 aprilie                                      | Londra                                         |        |
| 1969 | Spania                                         | „Vivo cantando”                                | Salomé                                         | Maria José de Cerato, Aniano Alcalde                                                           | 18                                             |                                                |                                                | 29 martie                                      | Madrid                                         |        |
| 1969 | Regatul Unit                                   | „Boom Bang-a-Bang”                             | Lulu                                           | Alan Moorhouse, Peter Warne                                                                    | 18                                             |                                                |                                                | 29 martie                                      | Madrid                                         |        |
| 1969 | Țările de Jos                                  | „De troubadour”                                | Lenny Kuhr                                     | Lenny Kuhr, David Hartsema                                                                     | 18                                             |                                                |                                                | 29 martie                                      | Madrid                                         |        |
| 1969 | Franța                                         | „Un jour, un enfant”                           | Frida Boccara                                  | Émile Stern, Eddy Marnay                                                                       | 18                                             |                                                |                                                | 29 martie                                      | Madrid                                         |        |
| 1970 | Irlanda                                        | „All Kinds of Everything”                      | Dana                                           | Derry Lindsay, Jackie Smith                                                                    | 32                                             | 6                                              | Regatul Unit                                   | 21 martie                                      | Amsterdam                                      |        |
| 1971 | Monaco                                         | „Un banc, un arbre, une rue”                   | Séverine                                       | Jean-Pierre Bourtayre, Yves Dessca                                                             | 128                                            | 12                                             | Spania                                         | 3 aprilie                                      | Dublin                                         |        |
| 1972 | Luxemburg                                      | „Après toi”                                    | Vicky Leandros                                 | Mario Panas, Klaus Munro, Yves Dessca                                                          | 128                                            | 14                                             | Regatul Unit                                   | 25 martie                                      | Edinburgh                                      |        |
| 1973 | Luxemburg                                      | „Tu te reconnaîtras”                           | Anne-Marie David                               | Claude Morgan, Vline Buggy                                                                     | 129                                            | 4                                              | Spania                                         | 7 aprilie                                      | Luxemburg                                      |        |
| 1974 | Suedia                                         | „Waterloo”                                     | ABBA                                           | Benny Andersson, Björn Ulvaeus, Stig Anderson                                                  | 24                                             | 6                                              | Italia                                         | 6 aprilie                                      | Brighton                                       |        |
| 1975 | Țările de Jos                                  | „Ding-a-dong”                                  | Teach-In                                       | Dick Bakker, Eddy Ouwens, Will Luikinga                                                        | 152                                            | 14                                             | Regatul Unit                                   | 22 martie                                      | Stockholm                                      |        |
| 1976 | Regatul Unit                                   | „Save Your Kisses for Me”                      | Brotherhood of Man                             | Tony Hiller, Lee Sheriden, Martin Lee                                                          | 164                                            | 17                                             | Franța                                         | 3 aprilie                                      | Haga                                           |        |
| 1977 | Franța                                         | „L'oiseau et l'enfant”                         | Marie Myriam                                   | Jean-Paul Cara, Joe Gracy                                                                      | 136                                            | 15                                             | Regatul Unit                                   | 7 mai                                          | Londra                                         |        |
| 1978 | Israel                                         | „A-Ba-Ni-Bi” (א-ב-ני-בי)                       | Izhar Cohen și Alphabeta                       | Nurit Hirsh, Ehud Manor                                                                        | 157                                            | 32                                             | Belgia                                         | 22 aprilie                                     | Paris                                          |        |
| 1979 | Israel                                         | „Hallelujah” (הללויה)                          | Gali Atari și Milk and Honey                   | Kobi Oshrat, Shimrit Orr                                                                       | 125                                            | 9                                              | Spania                                         | 31 martie                                      | Ierusalim                                      |        |
| 1980 | Irlanda                                        | „What's Another Year”                          | Johnny Logan                                   | Shay Healy                                                                                     | 143                                            | 15                                             | Germania                                       | 19 aprilie                                     | Haga                                           |        |
| 1981 | Regatul Unit                                   | „Making Your Mind Up”                          | Bucks Fizz                                     | John Danter, Andy Hill                                                                         | 136                                            | 4                                              | Germania                                       | 4 aprilie                                      | Dublin                                         |        |
| 1982 | Germania                                       | „Ein bißchen Frieden”                          | Nicole                                         | Ralph Siegel, Bernd Meinunger                                                                  | 161                                            | 61                                             | Israel                                         | 24 aprilie                                     | Harrogate                                      |        |
| 1983 | Luxemburg                                      | „Si la vie est cadeau”                         | Corinne Hermès                                 | Jean-Pierre Millers, Alain Garcia                                                              | 142                                            | 6                                              | Israel                                         | 23 aprilie                                     | München                                        |        |
| 1984 | Suedia                                         | „Diggi-Loo Diggi-Ley”                          | Herreys                                        | Torgny Söderberg, Britt Lindeborg                                                              | 145                                            | 8                                              | Irlanda                                        | 5 mai                                          | Luxemburg                                      |        |
| 1985 | Norvegia                                       | „La det swinge”                                | Bobbysocks                                     | Rolf Løvland                                                                                   | 123                                            | 18                                             | Germania                                       | 4 mai                                          | Göteborg                                       |        |
| 1986 | Belgia                                         | „J'aime la vie”                                | Sandra Kim                                     | Jean-Paul Furnémont, Angelo Crisci, Rosario Marino Atria                                       | 176                                            | 36                                             | Elveția                                        | 3 mai                                          | Bergen                                         |        |
| 1987 | Irlanda                                        | „Hold Me Now”                                  | Johnny Logan                                   | Johnny Logan                                                                                   | 172                                            | 31                                             | Germania                                       | 9 mai                                          | Bruxelles                                      |        |
| 1988 | Elveția                                        | „Ne partez pas sans moi”                       | Celine Dion                                    | Atilla Șereftuğ, Nella Martinetti                                                              | 137                                            | 1                                              | Regatul Unit                                   | 30 aprilie                                     | Dublin                                         |        |
| 1989 | Iugoslavia                                     | „Rock Me”                                      | Riva                                           | Rajko Dujmić, Stevo Cvikić                                                                     | 137                                            | 7                                              | Regatul Unit                                   | 6 mai                                          | Lausanne                                       |        |
| 1990 | Italia                                         | „Insieme: 1992”                                | Toto Cutugno                                   | Toto Cutugno                                                                                   | 149                                            | 17                                             | Irlanda Franța                                 | Irlanda Franța                                 | 5 mai                                          | Zagreb |
| 1991 | Suedia                                         | „Fångad av en stormvind”                       | Carola                                         | Stephan Berg                                                                                   | 146                                            | 0                                              | Franța                                         | 4 mai                                          | Roma                                           |        |
| 1992 | Irlanda                                        | „Why Me?”                                      | Linda Martin                                   | Johnny Logan                                                                                   | 155                                            | 16                                             | Regatul Unit                                   | 9 mai                                          | Malmö                                          |        |
| 1993 | Irlanda                                        | „In Your Eyes”                                 | Niamh Kavanagh                                 | Jimmy Walsh                                                                                    | 187                                            | 23                                             | Regatul Unit                                   | 15 mai                                         | Millstreet                                     |        |
| 1994 | Irlanda                                        | „Rock 'n' Roll Kids”                           | Paul Harrington și Charlie McGettigan          | Brendan J. Graham                                                                              | 226                                            | 60                                             | Polonia                                        | 30 aprilie                                     | Dublin                                         |        |
| 1995 | Norvegia                                       | „Nocturne”                                     | Secret Garden                                  | Rolf Løvland, Petter Skavland                                                                  | 148                                            | 29                                             | Spania                                         | 13 mai                                         | Dublin                                         |        |
| 1996 | Irlanda                                        | „The Voice”                                    | Eimear Quinn                                   | Brendan J. Graham                                                                              | 162                                            | 48                                             | Norvegia                                       | 18 mai                                         | Oslo                                           |        |
| 1997 | Regatul Unit                                   | „Love Shine a Light”                           | Katrina and the Waves                          | Kimberley Rew                                                                                  | 227                                            | 70                                             | Irlanda                                        | 3 mai                                          | Dublin                                         |        |
| 1998 | Israel                                         | „Diva” (דיווה)                                 | Dana International                             | Svika Pick, Yoav Ginai                                                                         | 172                                            | 6                                              | Regatul Unit                                   | 9 mai                                          | Birmingham                                     |        |
| 1999 | Suedia                                         | „Take Me to Your Heaven”                       | Charlotte Nilsson                              | Lars 'Dille' Diedricson, Marcos Ubeda                                                          | 163                                            | 17                                             | Islanda                                        | 29 mai                                         | Ierusalim                                      |        |
| 2000 | Danemarca                                      | „Fly on the Wings of Love”                     | Olsen Brothers                                 | Jørgen Olsen                                                                                   | 195                                            | 40                                             | Rusia                                          | 13 mai                                         | Stockholm                                      |        |
| 2001 | Estonia                                        | „Everybody”                                    | Tanel Padar, Dave Benton și 2XL                | Ivar Must, Maian-Anna Kärmas                                                                   | 198                                            | 21                                             | Danemarca                                      | 12 mai                                         | Copenhaga                                      |        |
| 2002 | Letonia                                        | „I Wanna”                                      | Marie N                                        | Marie N, Marats Samauskis                                                                      | 176                                            | 12                                             | Malta                                          | 25 mai                                         | Tallinn                                        |        |
| 2003 | Turcia                                         | „Everyway That I Can”                          | Sertab Erener                                  | Demir Demirkan, Sertab Erener                                                                  | 167                                            | 2                                              | Belgia                                         | 24 mai                                         | Riga                                           |        |
| 2004 | Ucraina                                        | „Wild Dances”                                  | Ruslana                                        | Ruslana, Oleksandr Ksenofontov                                                                 | 280                                            | 17                                             | Serbia și Muntenegru                           | 15 mai                                         | Istanbul                                       |        |
| 2005 | Grecia                                         | „My Number One”                                | Helena Paparizou                               | Christos Dantis, Natalia Germanou                                                              | 230                                            | 38                                             | Malta                                          | 21 mai                                         | Kiev                                           |        |
| 2006 | Finlanda                                       | „Hard Rock Hallelujah”                         | Lordi                                          | Mr. Lordi                                                                                      | 292                                            | 44                                             | Rusia                                          | 20 mai                                         | Atena                                          |        |
| 2007 | Serbia                                         | „Molitva” (Молитва)                            | Marija Šerifović                               | Saša Milošević Mare, Vladimir Graić                                                            | 268                                            | 33                                             | Ucraina                                        | 12 mai                                         | Helsinki                                       |        |
| 2008 | Rusia                                          | „Believe”                                      | Dima Bilan                                     | Jim Beanz, Dima Bilan                                                                          | 272                                            | 42                                             | Ucraina                                        | 24 mai                                         | Belgrad                                        |        |
| 2009 | Norvegia                                       | „Fairytale”                                    | Alexander Rybak                                | Alexander Rybak                                                                                | 387                                            | 169                                            | Islanda                                        | 16 mai                                         | Moscova                                        |        |
| 2010 | Germania                                       | „Satellite”                                    | Lena                                           | Julie Frost, John Gordon                                                                       | 246                                            | 76                                             | Turcia                                         | 29 mai                                         | Oslo                                           |        |
| 2011 | Azerbaidjan                                    | „Running Scared”                               | Ell & Nikki                                    | Stefan Örn, Sandra Bjurman, Iain Farquharson                                                   | 221                                            | 32                                             | Italia                                         | 14 mai                                         | Düsseldorf                                     |        |
| 2012 | Suedia                                         | „Euphoria”                                     | Loreen                                         | Thomas G:son, Peter Boström                                                                    | 372                                            | 113                                            | Rusia                                          | 26 mai                                         | Baku                                           |        |
| 2013 | Danemarca                                      | „Only Teardrops”                               | Emmelie de Forest                              | Lise Cabble, Julia Fabrin Jakobsen, Thomas Stengaard                                           | 281                                            | 47                                             | Azerbaidjan                                    | 18 mai                                         | Malmö                                          |        |
| 2014 | Austria                                        | „Rise Like a Phoenix”                          | Conchita Wurst                                 | Charly Mason, Joey Patulka, Ali Zuckowski, Julian Maas                                         | 290                                            | 52                                             | Țările de Jos                                  | 10 mai                                         | Copenhaga                                      |        |
| 2015 | Suedia                                         | „Heroes”                                       | Måns Zelmerlöw                                 | Linnea Deb, Joy Deb, Anton Hård af Segerstad                                                   | 365                                            | 62                                             | Rusia                                          | 23 mai                                         | Viena                                          |        |
| 2016 | Ucraina                                        | „1944”                                         | Jamala                                         | Jamala                                                                                         | 534                                            | 23                                             | Australia                                      | 10 mai                                         | Stockholm                                      |        |
| 2017 | Portugalia                                     | „Amar Pelos Dois”                              | Salvador Sobral                                | Luísa Sobral                                                                                   | 758                                            | 143                                            | Bulgaria                                       | 13 mai                                         | Kiev                                           |        |
| 2018 | Israel                                         | „Toy”                                          | Netta Barzilai                                 | Doron Medalie                                                                                  | 529                                            | 93                                             | Cipru                                          | 12 mai                                         | Lisabona                                       |        |
| 2019 | Țările de Jos                                  | „Arcade”                                       | Duncan Laurence                                | Paul Bellaart                                                                                  | 498                                            | 26                                             | Italia                                         | 18 mai                                         | Tel Aviv                                       |        |
| 2020 | Concurs anulat din cauza pandemiei de COVID-19 | Concurs anulat din cauza pandemiei de COVID-19 | Concurs anulat din cauza pandemiei de COVID-19 | Concurs anulat din cauza pandemiei de COVID-19                                                 | Concurs anulat din cauza pandemiei de COVID-19 | Concurs anulat din cauza pandemiei de COVID-19 | Concurs anulat din cauza pandemiei de COVID-19 | Concurs anulat din cauza pandemiei de COVID-19 | Concurs anulat din cauza pandemiei de COVID-19 |        |
| 2021 | Italia                                         | „Zitti e buoni”                                | Måneskin                                       | Victoria de Angelis                                                                            | 524                                            | 26                                             | Franța                                         | 22 mai                                         | Rotterdam                                      |        |
| 2022 | Ucraina                                        | „Stefania”                                     | Kalush Orchestra                               | Oleh Psiuk                                                                                     | 631                                            | 165                                            | Regatul Unit                                   | 15 mai                                         | Torino                                         |        |
| 2023 | Suedia                                         | „Tattoo”                                       | Loreen                                         | Jimmy Thörnfeldt, Jimmy Jansson, Lorine Talhaoui, Moa Carlebecker, Peter Boström, Thomas G:son | 583                                            | 57                                             | Finlanda                                       | 13 mai                                         | Liverpool                                      |        |
| 2024 | Elveția                                        | „The Code”                                     | Nemo                                           | Benjamin Alasu, Lasse Midtsian Nymann, Linda Dale, Nemo Mettler                                | 591                                            |                                                | Croația                                        | 11 mai                                         | Malmö                                          |        |

## După țară
Legendă
     Țări care nu mai există în prezent
| Victorii | Țară          | Ani                                      |
| -------- | ------------- | ---------------------------------------- |
| 7        | Irlanda       | 1970, 1980, 1987, 1992 1993, 1994, 1996  |
| 7        | Suedia        | 1974, 1984, 1991, 1999, 2012, 2015, 2023 |
| 5        | Franța        | 1958, 1960, 1962, 1969, 1977             |
| 5        | Luxemburg     | 1961, 1965, 1972, 1973, 1983             |
| 5        | Regatul Unit  | 1967, 1969, 1976, 1981, 1997             |
| 5        | Țările de Jos | 1957, 1959, 1969, 1975, 2019             |
| 4        | Israel        | 1978, 1979, 1998, 2018                   |
| 3        | Norvegia      | 1985, 1995, 2009                         |
| 3        | Danemarca     | 1963, 2000, 2013                         |
| 3        | Italia        | 1964, 1990, 2021                         |
| 3        | Ucraina       | 2004, 2016, 2022                         |
| 3        | Elveția       | 1956, 1988, 2024                         |
| 2        | Spania        | 1968, 1969                               |
| 2        | Germania      | 1982, 2010                               |
| 2        | Austria       | 1966, 2014                               |
| 1        | Monaco        | 1971                                     |
| 1        | Belgia        | 1986                                     |
| 1        | Iugoslavia    | 1989                                     |
| 1        | Estonia       | 2001                                     |
| 1        | Letonia       | 2002                                     |
| 1        | Turcia        | 2003                                     |
| 1        | Finlanda      | 2006                                     |
| 1        | Serbia        | 2007                                     |
| 1        | Rusia         | 2008                                     |
| 1        | Azerbaidjan   | 2011                                     |
| 1        | Portugalia    | 2017                                     |

Hartă care arată numărul de victorii al fiecărei țări la Eurovision până în 2024 inclusiv.

Anii scriși cu caractere italice indică victoriile comune.

## După limbă
Engleză (46,42%)
     Franceză (20,32%)
     Ebraică (5,82%)
     Olandeză (4,32%)
     Germană (2,92%)
     Norvegiană (2,92%)
     Suedeză (2,92%)
     Italiană (2,92%)
     Spaniolă (2,92%)
Între anii 1966 - 1973 și 1977 - 1998 concurenților li s-a impus să cânte doar în limba proprie.

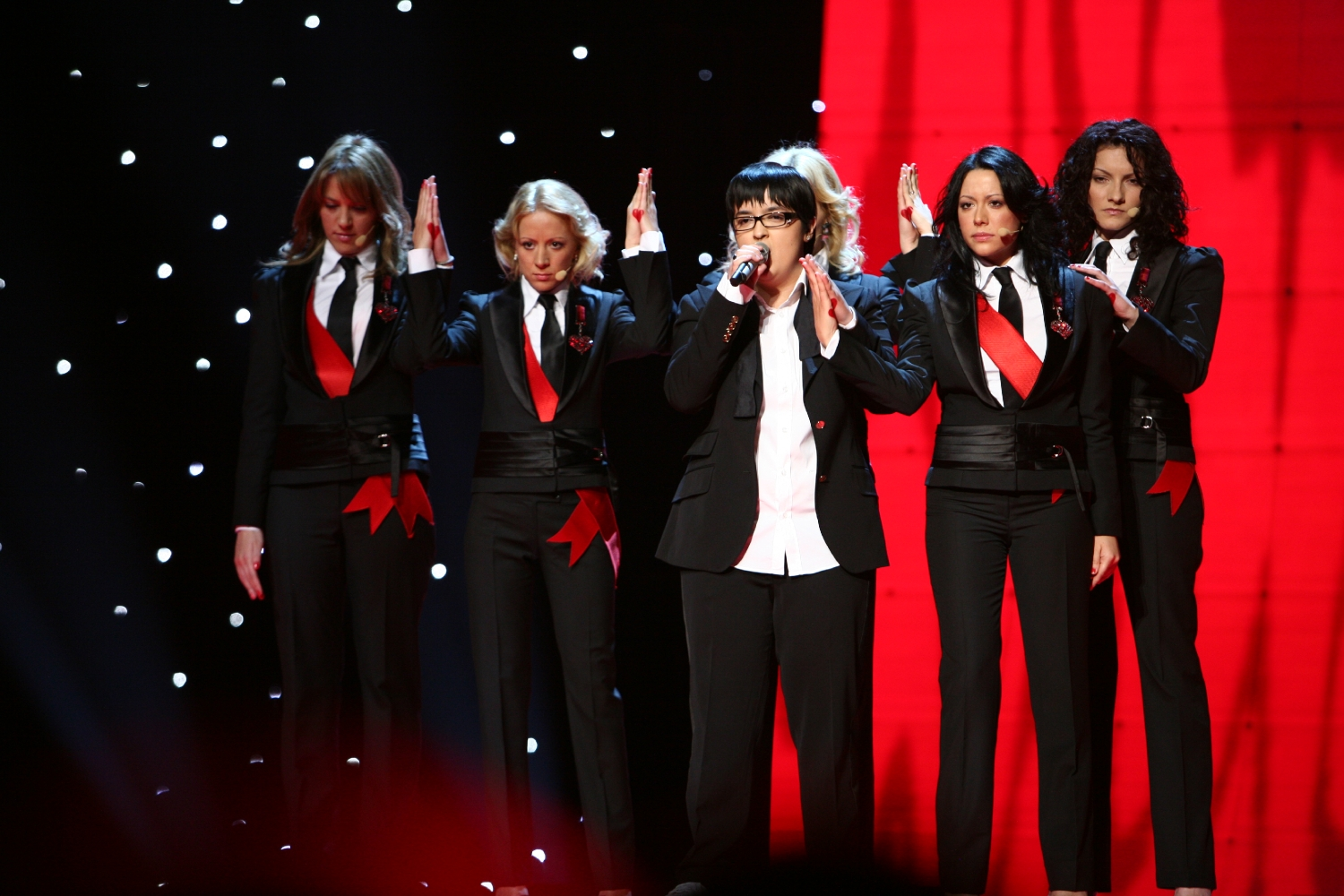
„Molitva”, interpretat de Marija Šerifović, a devenit prima piesă în limba sârbă care a câștigat concursul Eurovision, primul cântec câștigător de după care să fie într-o altă limbă care nu a mai câștigat până atunci și primul cântec câștigător de după care să fie într-o altă limbă decât engleza.

| Victorii | Limbă            | Ani | Țări |
| -------- | ---------------- | --- | --- |
| 33       | Engleză          | 1967, 1969, 1970, 1974, 1975, 1976, 1980, 1981, 1987, 1992, 1993, 1994, 1996, 1997, 1999, 2000, 2001, 2002, 2003, 2004, 2005, 2006, 2008, 2009, 2010, 2011, 2012, 2013, 2014, 2015, 2016, 2018, 2019 | Regatul Unit, Irlanda, Suedia, Olanda, Danemarca, Estonia, Letonia, Turcia, Ucraina, Grecia, Finlanda, Rusia, Norvegia, Germania, Azerbaidjan, Austria, Israel |
| 14       | Franceză         | 1956, 1958, 1960, 1961, 1962, 1965, 1969, 1971, 1972, 1973, 1977, 1983, 1986, 1988 | Elveția, Franța, Luxemburg, Monaco, Belgia |
| 4        | Ebraică          | 1978, 1979, 1998, 2018 | Israel |
| 3        | Olandeză         | 1957, 1959, 1969 | Olanda |
| 3        | Italiană         | 1964, 1990, 2021 | Italia |
| 2        | Germană          | 1966, 1982 | Austria, Germania |
| 2        | Spaniolă         | 1968, 1969 | Spania |
| 2        | Suedeză          | 1984, 1991 | Suedia |
| 2        | Norvegiană       | 1985, 1995 | Norvegia |
| 1        | Daneză           | 1963 | Danemarca |
| 1        | Croată           | 1989 | Iugoslavia |
| 1        | Ucraineană       | 2004 | Ucraina |
| 1        | Sârbă            | 2007 | Serbia |
| 1        | Tătară crimeeană | 2016 | Ucraina |
| 1        | Portugheză       | 2017 | Portugalia |